# Creswick
Creswick ist eine alte Goldgräber-Stadt aus den frühen 1850er Jahren, 20 km nördlich von Ballarat und 130 km nordwestlich von Melbourne im Bundesstaat Victoria in Australien und liegt 452 m über dem Meeresspiegel. Die Stadt ist heute ein kleiner Industriestandort am Midland Highway mit einer historischen Altstadt und hat etwa 2700 Einwohner.

## Geschichte

Postamt und Schule in Creswick (Postkarte aus 1907)

Der Ort wurde nach den Schaffarmern Brüdern Henry, Charles und John Creswick benannt. 1852 wurde am Creswick Creek Gold entdeckt und im August 1854 begann der Aufbau der Stadt. Ab 1857 gab es eine anglikanische und eine katholische Kirche, ein Gerichtsgebäude kam 1859 hinzu.
Bis zu 30.000 Goldgräber sollen zu Spitzenzeiten des Goldrausches in Creswick gelebt haben. Doch schon bei der Volksbefragung (Census) von 1861 wurden nur noch 4714 Einwohner gezählt, die höchste Einwohnerzahl seitdem.
1863 wurde das erste Krankenhaus eröffnet, 1869 kam die erste Hauptschule (Grammar School) hinzu.

## Persönlichkeiten
- John H. Calaby (1922–1998), Mammaloge und Biologe
- John Curtin (1885–1945), 14. Premierminister von Australien
- Daryl Lindsay (1889–1976), Künstler
- Lionel Lindsay (1874–1961), Künstler
- Norman Lindsay (1879–1969), Künstler
- Percy Lindsay (1870–1952), Künstler
- Ruby Lindsay (1885–1919), Künstlerin
- Sir Alexander Peacock (1861–1933), dreimaliger Premierminister des Bundesstaates Victoria.